# Le Diable à quatre (opéra-comique)
Pour les articles homonymes, voir Le Diable à quatre.
Le Diable à quatre ou la Double Métamorphose est un opéra-comique en 3 actes dont le livret est de Michel-Jean Sedaine (couplets de Pierre Baurans) et qui fut représenté pour la première fois à la Foire Saint-Laurent le 19 août 1756 et repris à l'Hôtel de Bourgogne le 19 août 1756. Il est inspiré d'un opéra anglais de Charles Coffey, The Devil to Pay ou The Wives Metamorphosed (1731).
La musique, parodiant Vincenzo Legrenzio Ciampi, Egidio Duni, Baldassare Galuppi et Giuseppe Scarlatti, est attribué à Jean-Louis Laruette et à Philidor.
Le livret de Sedaine a fait l'objet d'une seconde version, mise en musique par Bernardo Porta et créée le 14 février 1790 salle Favart sous le même titre avant d'être remanié par Auguste Creuzé de Lesser et représenté sous le titre Le Diable à quatre ou la Femme acariâtre le 30 novembre 1809 au théâtre Feydeau, avec une musique de Jean-Pierre Solié.
Christoph Willibald Gluck en donna une version opératique au château de Laxenbourg en 1759.